# مدار قطبی (فضا)
مدار قطبی (انگلیسی: Polar orbit) مسیری است که یک ماهواره هنگام چرخش خود در بالای قطب‌های یک سیاره یا سایر اجسام فضایی (معمولاً سیاره‌ای مانند زمین است ولی گاهی ممکن است جسم دیگری مانند خورشید نیز باشد) یا در نزدیکی آن گردش می‌کند. مدار قطبی دارای انحراف مداری ۹۰ درجه‌ای نسبت به استوا است. ماهواره‌هایی که در مدار قطبی قرار دارند در هر گردش خود با طول جغرافیایی متفاوت از روی استوا گذر می‌کنند.
مدارهای قطبی اغلب توسط ماهواره‌های نقشه‌بردار زمین، ماهواره‌های دیدبانی زمین، ماهواره‌های جاسوسی و نیز ماهواره‌های هواشناسی مورد استفاده قرار می‌گیرد.
پایگاه نیروی هوایی وندنبرگ محل اصلی پرتاب ماهواره‌های مدار قطبی در ایالات متحده آمریکا به‌شمار می‌رود.